# Sandgrönnorna
Sandgrönnorna är en ö i Lule skärgård. På den ganska stora ön Sandgrönnorna finns nästan ingen växtlighet utan ön täcks till största delen av sand. Ön heter Sandgrönnorna men kallas för Sandgrynnorna. Mellan juli och augusti månad är det förbjudet att vistas på ön på grund av att fågellivet inte får störas. Ön ingår i Rödkallens naturreservat.
På sommaren är vattnet varmt på sandgrynnorna och besöks därför av många barnfamiljer för att bada och sola.